# Ana Maria Groza

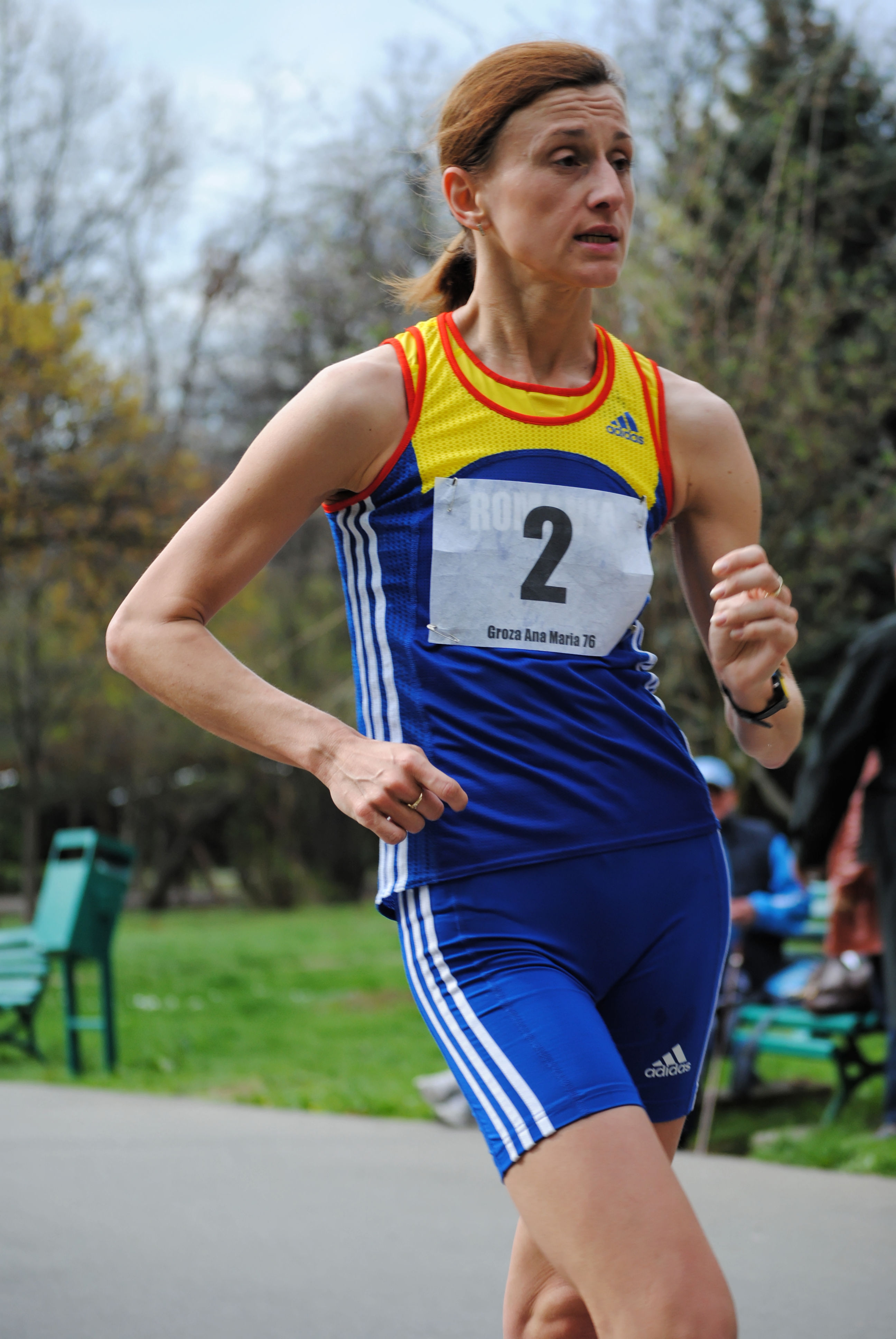
Ana Maria Groza 2009

Ana Maria Groza (* 1. Juni 1976 in Cluj-Napoca, Kreis Cluj) ist eine ehemalige rumänische Leichtathletin.

## Karriere
Groza war zunächst für Dinamo Bukarest aktiv und trainierte später beim Clubul Sportiv Unirea Alba Iulia. Ihre Spezialdisziplin war das 20-km-Gehen. Bei den Olympischen Spielen 2000 erreichte sie darin den 13., 2004 den 29. und 2008 den 23. Rang. Bei den Weltmeisterschaften 2005 belegte Groza Platz 14, bei den Weltmeisterschaften 2009 wurde sie Sechzehnte. 2006 kam sie bei den Europameisterschaften als elfte Geherin ins Ziel.
2009 gewann sie bei den Balkan-Meisterschaften sowohl den Titel im Einzel als auch mit der rumänischen Nationalmannschaft. Bei den rumänischen Landesmeisterschaften holte sie im 20-km-Gehen 2009 sowohl in der Halle als auch im Freien den Titel mit ihrem Verein CS Unirea Alba Iulia. Im Einzel wurde sie jeweils Vizemeisterin.
Ana Maria Groza ist 1,70 m groß, ihr Wettkampfgewicht betrug 52 kg.

## Auszeichnungen
Groza wurde insgesamt vier Mal, darunter 2008 und 2009, zu der besten Sportlerin des Jahres im Kreis Alba gewählt.